# Xylotrechus binotaticollis
Xylotrechus binotaticollis är en skalbaggsart som beskrevs av J. Linsley Gressitt 1939. Xylotrechus binotaticollis ingår i släktet Xylotrechus och familjen långhorningar. Inga underarter finns listade i Catalogue of Life.